# Klangfarbenmelodie
Klangfarbenmelodie is een muzikale techniek waarbij een melodielijn wordt opgebroken om te worden verdeeld over verschillende instrumenten. Door deze vorm van orkestratie krijgt de melodie meer kleur en textuur dan wanneer een melodie door het timbre 
van slechts één instrument wordt gekleurd.
De term komt uit het Duits en betekent letterlijk "toonkleurmelodie". Hij werd voor het eerst gebruikt door Arnold Schönberg in diens artikel Harmonielehre (1911). Schönberg bespreekt daar het scheppen van "timbre-structuren". Zowel Schönberg als Anton Webern staan bekend om het toepassen van deze techniek; Schönberg vooral in het derde deel van zijn Fünf Orchesterstücke (Op. 16) en Webern in zijn Op. 10 dat een antwoord was op Schönbergs Op. 16, en in zijn Konzert, Op. 24.
De Japanse componist van elektronische muziek Isao Tomita gebruikte de techniek eveneens, maar in plaats van over verschillende instrumenten, verdeelde hij de melodie over verschillende synthesizerstemmen.
Het Franse begrip mélodie de timbres betekent vrijwel hetzelfde en werd gebruikt door Olivier Messiaen om zijn Couleurs de la cité céleste (1963) te beschrijven.

## Trivia
Klangfarbenmelodie is ook een album van de groep Doppler 20:20.